# Rio Rin
Il rio Rin è un corso d'acqua a carattere torrentizio delle Dolomiti. Nasce ai piedi delle Marmarole, alla testata della val Longiarin presso la località detta I Confin. Suoi affluenti principali sono il rio Rodolesco e il rio Boa. Le sue acque furono in passato sfruttate per alimentare, attraverso una roggia oggi recuperata e visitabile, i numerosi opifici di Lozzo di Cadore.
L'idronimo Rin è di origine celtica.